# Далем (Битбург)
Далем (нем. Dahlem) — община в Германии, в земле Рейнланд-Пфальц.
Входит в состав района Айфель-Битбург-Прюм. Подчиняется управлению Битбург-Ланд. Население составляет 241 человек (на 31 декабря 2010 года). Занимает площадь 4,28 км².